# Disceratus nubiger
Disceratus nubiger är en insektsart som beskrevs av Scudder, S.H. 1869. Disceratus nubiger ingår i släktet Disceratus och familjen vårtbitare. Inga underarter finns listade i Catalogue of Life.